# Candamil
Candamil (llamada oficialmente San Miguel de Candamil) es una parroquia española del municipio de Germade, en la provincia de Lugo, Galicia.

## Etimología
El origen del nombre procedería del latín (villa) Quendamiri, indicando la pertenencia a un possessor llamado Quendamirus, nombre de origen germánico.

## Organización territorial
La parroquia está formada por catorce entidades de población:

### Entidades de población
Entidades de población que forman parte de la parroquia:
- A Casanova
- A Fraguela
- A Pena
- A Silveiravella (A Silveira Vella)
- As Pedregosas
- Casadhedra (A Casadedra)
- O Campo
- O Feal
- O Lodeiro
- O Picoucelo
- Os Carballás
- Os Currás
- Vilacide

### Despoblado
Despoblado que forma parte de la parroquia:
- A Pedreira

## Demografía
| Gráfica de evolución demográfica de Candamil entre 2000 y 2019 |
|                                                                |
| Datos según el nomenclátor publicado por el INE.               |